# Potentilla ruprechtii
Potentilla ruprechtii är en rosväxtart som beskrevs av Pierre Edmond Boissier. Potentilla ruprechtii ingår i Fingerörtssläktet som ingår i familjen rosväxter. Utöver nominatformen finns också underarten P. r. aurea.